# Platystoma umbrarum
Platystoma umbrarum är en tvåvingeart som beskrevs av Johann Wilhelm Meigen 1826. Platystoma umbrarum ingår i släktet Platystoma och familjen bredmunsflugor. Inga underarter finns listade i Catalogue of Life.